# حاج قاسم
حاج قاسم قرية سوريّة تتبع إداريّاً لمحافظة حلب منطقة عفرين ناحية معبطلي، بلغ تعداد سكانها 84 نسمة حسب التعداد السكاني لعام 2004.